# Авторемінісценція
Авторемінісценція (від грец. α τός — сам і лат. reminiscentia — спогад) — мимовільне запозичення, відгомін у творі письменника раніше використаних власних образів, мотивів, ритмомелодійних синтаксичних конструкцій, висловів тощо.

## Приклад
Авторемінісценція має творчий характер:
Минають дні, минає літо,
Настала осінь, шелестить
Пожовкле листя; мов убогий,
Старий під хатою сидить (Тарас Шевченко).
Щоб визначити авторемінсценцію, варто ці рядки порівняти з початком іншого вірша Т. Шевченка:
Минають дні, минають ночі,
Минає літо. Шелестить
Пожовкле листя, гаснуть очі,
Заснули думи, серце спить,
І все заснуло, і не знаю,
Чи я живу, чи доживаю,
Чи то по світу волочусь.
Схожі рядки наявні також у його поемі «Гайдамаки»:
Минають дні, минає літо,
А Україна, знай, горить;
По селах голі плачуть діти —
Батьків немає. Шелестить
Пожовкле листя на діброві;
Гуляють хмари; сонце спить;
Нігде не чуть людської мови;
Звір тілько виє по селу.